# الدوري الأمريكي لكرة السلة للمحترفين 1974–75
الدوري الأمريكي لكرة السلة للمحترفين 1974–75 (بالإنجليزية: 1974–75 NBA season)‏ هو موسم من إن بي أي. أقيم خلال الفترة 17 أكتوبر 1974 وحتى 25 مايو 1975، وأشرف على تنظيمه إن بي أي، وفاز فيه غولدن ستايت ووريورز.